# Arthur Vernes
Pour les articles homonymes, voir Vernes.
Arthur Théodore Vernes, né à Paris le 16 juillet 1879 et mort à Paris le 20 septembre 1976, est un médecin français, spécialiste de l’étude de la syphilis et fondateur de l'institut Arthur Vernes.

## Famille
Dans un court ouvrage rédigé à la fin de sa vie, Arthur Vernes consacra quelques pages à ses ascendants familiaux :
« obligés de fuir les persécutions religieuses lors de la révocation de l’Édit de Nantes se retirèrent à Lausanne où Jean-Georges Vernes, né le 10 juin 1696, vint s’établir. […] Son fils Pierre Vernes né le 13 mai 1724 épousa Dorothée Goy dont il eut Jacques mon trisaïeul. […] Il épousa Marianne-Philippine Périer qui donna le jour le 17 juin 1786 à mon arrière-grand-père Charles Théodore Vernes ». Son fils, Philippe Louis Vernes [1815-1906], grand-père paternel d’Arthur Vernes, « ne s’était vu autorisé par son père à devenir théologien qu’après une sérieuse mise à l’épreuve de ses convictions. Il dut d’abord passer par l’école Polytechnique puis faire un stage dans la banque paternelle »,,.
Le père d’Arthur Vernes, Charles Félix Vernes (1844-1933), né à Nauroy (Aisne), « avait pour caractéristiques d’avoir été un lycéen modèle, premier en toutes branches ».
D’abord suffragant de son père, il fut pasteur à Nègrepelisse (1869), à Celles-sur-Belle (1869-1877), à Poissy (1876-1877) et à Paris-Batignolles (1882-1926), avant d’être élu Président du Consistoire des Églises réformées de Paris et de la Seine de 1920 à 1925 [présidence exercée avant lui par son père le pasteur Louis Vernes], Président de l’orphelinat protestant de Saint-Germain-en-Laye. La mère d’Arthur Vernes, Adrienne Camille Monod [1843-1910], était la fille de Hannah Honyman (1799-1866) et d’Adolphe Louis Frédéric Théodore Monod (1802-1856), professeur à la faculté de théologie protestante de Montauban, pasteur à Naples, à Lyon, au temple de l’Oratoire à Paris.

## Premières étapes professionnelles
Arthur Théodore Vernes est né le 16 juillet 1879, à Paris XVIIe, 6e enfant d’une fratrie de 7 frères et sœurs. Elève du lycée Condorcet et du lycée Carnot, Arthur Vernes fut, selon ses dires, « celui dont on lit sur le carnet scolaire, travailleur mais à sa manière. » Après un service militaire au 132e de ligne à Reims, Vernes choisit la médecine, parce que « dès l’enfance elle [lui] sembla la profession la plus utile et la plus indépendante. » Externe des Hôpitaux de Paris 310e au concours 1901, dans les services de Brocq à Broca, Brissaud à l’Hôtel-Dieu, Merklen à Laënnec, Brocq à Saint-Louis], Vernes, atteint d’une « maladie prolongée » –1902-1904- qui « entraîna sa réforme », fait « d’agréables séjours en Suisse et en Algérie. »
Ancien interne des hôpitaux de Paris (concours 1907), il fonde en 1916 avec l'appui financier de Frank Jay Gould l'« Institut prophylactique », pour tenter d'éradiquer le fléau des maladies vénériennes. Initialement installé dans un hôtel particulier, 60, boulevard Arago, l'institut se fixe en 1923 grâce à un nouveau don de Gould, aux nos 36, 38 et 40, rue d'Assas dans les immeubles qu'il occupe encore actuellement (2020). En 1981, cinq ans après le décès de son fondateur, il est rebaptisé en son honneur Institut Arthur Vernes.
Arthur Vernes élabore un « photomètre », appareil qui mesure le passage de la lumière à travers le sérum sanguin. Sous l'effet d'un réactif, le péréthynol, le sérum se trouble si le sérum est celui d'un syphilitique. L'opacité du liquide est alors proportionnelle au degré de la maladie du patient.
Il se spécialise par la suite dans le dépistage précoce et le traitement du cancer. Il effectue des analyses des protéines du sang qui lui servent à la surveillance des maladies vénériennes et des fonctions du foie. Il nomme cette méthode la cancérométrie en 1934,,.
Il est maire de Moret-sur-Loing de 1929 à 1935.
Arthur Théodore Vernes décède le 20 septembre 1976, à l'age de 97 ans à Paris. Il est inhumé d'abord au cimetière du Père-Lachaise (34e division) puis définitivement à celui de Moret-sur-Loing..

## Distinction
Il est nommé chevalier de la Légion d'honneur le 20 septembre 1920, officier le 24 décembre 1925 et commandeur de la Légion d'honneur le 12 juillet 1934

## Ouvrages
Il est l'auteur de différents livres dont :
- S.O.S. pour la défense de la race, préface du Docteur Alexis Carrel, Librairie Maloine, Paris, 1935
- Mesure et médecine, Bibliothèque de philosophie scientifique - édité par Ernest Flammarion en 1943
- Avant qu'il ne soit trop tard, édité par Productions de Paris - Paru en 1959
- Au cœur du sujet, 1971

## Pour approfondir